# Tenuipalpus laminasetae
Tenuipalpus laminasetae är en spindeldjursart som beskrevs av Mohanasundaram 1981. Tenuipalpus laminasetae ingår i släktet Tenuipalpus och familjen Tenuipalpidae. Inga underarter finns listade i Catalogue of Life.